# Adam Bartley

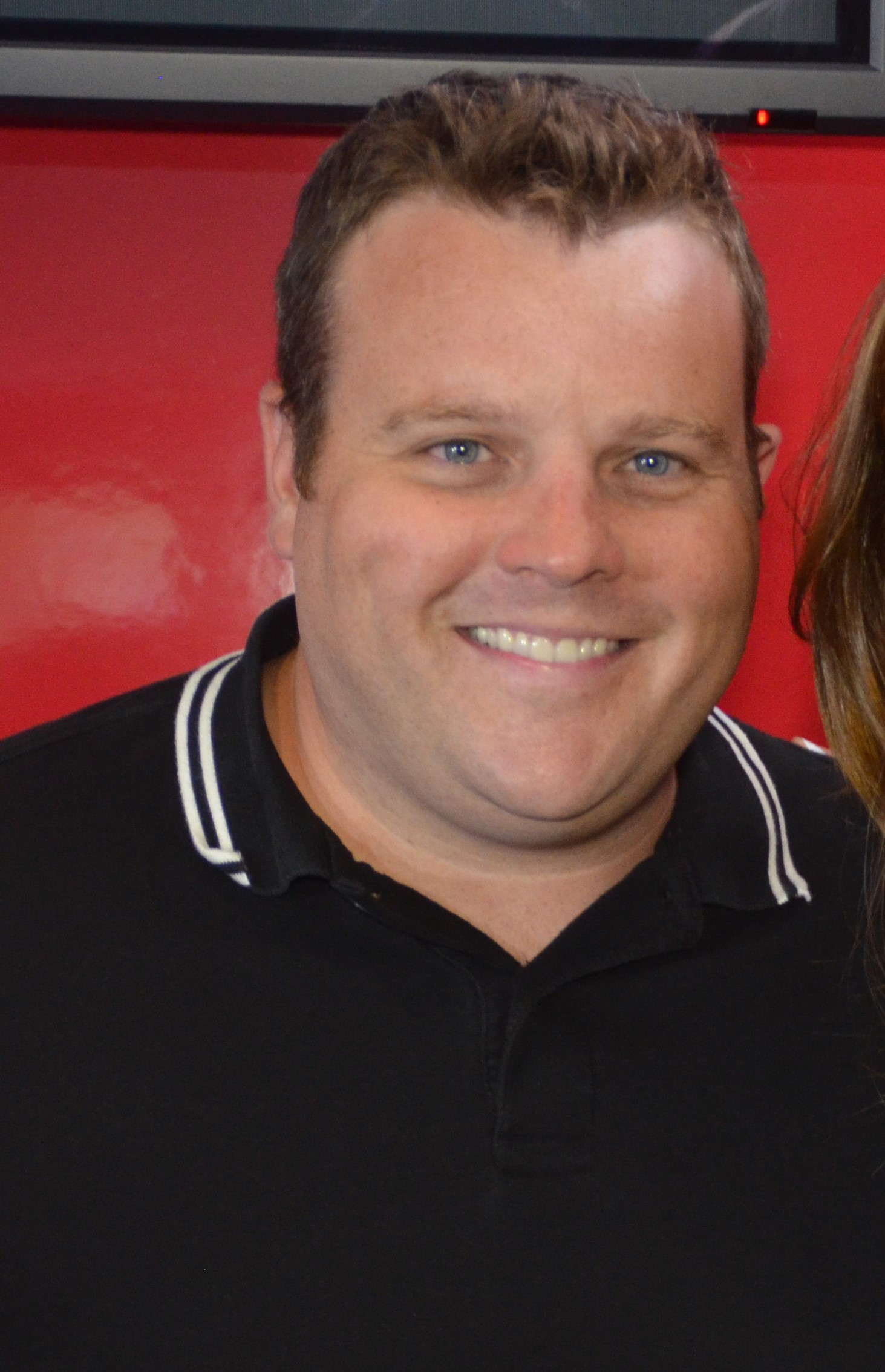
Adam Bartley (2014)

Adam Bartley (* 28. Januar 1979 in Minnesota) ist ein US-amerikanischer Schauspieler. Bekanntheit erlangte er vor allem durch die Rolle des Deputy Sheriff Archie Ferguson aus der Serie Longmire.

## Leben und Karriere
Adam Bartley stammt aus dem US-Bundesstaat Minnesota, wo er 1997 die Eden Prairie High School abschloss. 2001 schloss er die Southern Methodist University, im Bundesstaat Texas, mit einem Bachelor of Fine Arts in Schauspiel erfolgreich ab. Während seiner Zeit an der Universität, arbeitete er nebenbei bei den Heimspielen der Dallas Mavericks in der Reunion Arena.
Nach seiner Zeit auf der Universität, stand Bartley in New York City, Chicago, und in Alaska für Theaterproduktionen auf der Bühne und arbeitete in Aspen, in Colorado, zudem drei Jahre lang als Schauspiellehrer. Um das Jahr 2010, während er in Alaska lebte, verlobte er sich. Die Beziehung hielt allerdings nicht, weswegen er anschließend nach Los Angeles zog. In Los Angeles war er anschließend in der Serien 1000 Wege, ins Gras zu beißen, Criminal Minds, Chuck, Justified, Vegas, Bones – Die Knochenjägerin und Lucifer in Gastrollen zu sehen. Bereits 2012 wurde er für die Serie Longmire als Archie „The Ferg“ Ferguson in einer Hauptrolle besetzt. Diese spielte er bis 2017 in allen sechs Staffeln der Serie.
Zwischen 2014 und 2017 spielte er eine kleine Rolle in der Serie Navy CIS: L.A. Eine kleine Rolle als Duke in This Is Us – Das ist Leben folgte. 2017 trat er erneut in einer Polizistenrolle in Annabelle 2 auf. Auch in Under the Silver Lake und Vice – Der zweite Mann war er in Filmrollen zu sehen. Weitere Gastauftritte folgten seitdem in Love, Death & Robots und The Magicians.
Neben seiner Schauspieltätigkeit ist Bartley auch Jazzsänger. In Los Angeles ist er weiterhin als Schauspiellehrer aktiv. Er ist bekennender Fan der Minnesota Vikings.

## Filmografie (Auswahl)
- 2001: Fish Don’t Wear Clothes (Kurzfilm)
- 2011: 1000 Wege, ins Gras zu beißen (1000 Ways to Die, Fernsehserie, Episode 4x02)
- 2011: Criminal Minds (Fernsehserie, 6x21)
- 2011: Chuck (Fernsehserie, Episode 5x04)
- 2012: Justified (Fernsehserie, Episode 3x04)
- 2012: Qwerty
- 2012–2017: Longmire (Fernsehserie, 63 Episoden)
- 2013: Vegas (Fernsehserie, Episode 1x13)
- 2013: Bewaffneter Widerstand - Armed Response (In Security)
- 2014: Killer Women (Fernsehserie, Episode 1x07)
- 2014: Bones – Die Knochenjägerin (Bones, Fernsehserie, Episode, 10x07)
- 2014–2017: Navy CIS: L.A. (NCIS: Los Angeles, Fernsehserie, 4 Episoden)
- 2016: Lucifer (Fernsehserie, Episode 1x09)
- 2017: This Is Us – Das ist Leben (This Is Us, Fernsehserie, 3 Episoden)
- 2017: Doubt (Fernsehserie, Episode 1x07)
- 2017: Annabelle 2 (Annabelle: Creation)
- 2018: Under the Silver Lake
- 2018: Donnybrook – Below the Belt (Donnybrook)
- 2018: Vice – Der zweite Mann (Vice)
- 2019: American Housewife (Fernsehserie, Episode 3x12)
- 2019: Love, Death & Robots (Fernsehserie, Episode Gestaltwandler, Stimme)
- 2019: The Magicians (Fernsehserie, Episode 4x13)
- 2020: AJ and the Queen (Fernsehserie, Episode 1x06)
- 2020: Kajillionaire
- 2020: All Rise – Die Richterin (All Rise, Fernsehserie, Episode 1x15)
- 2020: Burning Dog (Stimme)
- 2021: Snowfall (Fernsehserie, Episode 4x02)
- 2021: Lass es, Larry! (Curb Your Enthusiasm, Fernsehserie, Episode 11x08)
- 2022: Night Sky (Fernsehserie, 8 Episoden)
- 2022: Candy: Tod in Texas (Candy, Fernsehserie, 2 Episoden)
- 2022: Kindred: Verbunden (Fernsehserie)
- 2023: Eine Frage der Chemie (Lessons in Chemistry, Fernsehserie)